# NGC 2035
NGC 2035 је емисиона маглина у сазвежђу Златна риба која се налази на NGC листи објеката дубоког неба.
Деклинација објекта је - 67° 35' 8" а ректасцензија 5h 35m 32,5s. Привидна величина (магнитуда) објекта NGC 2035 износи 11,6. NGC 2035 је још познат и под ознакама ESO 56-EN161.